# Christopher Mayhew
Christopher Paget Mayhew, Baron Mayhew (* 12. Juni 1915 in London; † 7. Januar 1997 ebenda) war ein britischer Politiker. Er saß zunächst als Abgeordneter für die Labour Party von 1945 bis 1950 sowie von 1951 bis 1974 im Parlament. Dann trat er aus der Labour Party aus und wurde Liberaler. 1981 wurde er zum Life Peer erhoben und nun als Baron Mayhew Mitglied des House of Lords.

## Frühes Leben
Christopher Mayhew besuchte die nahe Hertford gelegene Privatschule Haileybury sowie das College Christ Church in Oxford als Stipendiat. In Oxford wurde er der Präsident der Oxford Union, einem prominenten Debattierclub, der wertvolles Training für künftige Politiker bietet. Laut seiner Autobiografie machte er 1934 einen Urlaub in Moskau. Während des Zweiten Weltkriegs trat er 1940 in den britischen Nachrichtendienst ein und stieg bis in den Rang eines Majors auf.

## Politische Karriere
Ins Parlament wurde Mayhew erstmals bei den Unterhauswahlen von 1945 als Kandidat für den Wahlkreis South Norfolk gewählt. 1945 wurde er Staatssekretär im Außenministerium, diente unter Ernest Bevin und kam zu einer ausgesprochen proarabischen Einstellung. Er verlor 1950 seinen Sitz im Parlament, kehrte dorthin aber bereits im nächsten Jahr zurück, als er bei der Nachwahl für Woolwich East 1951 den Sitz des verstorbenen Bevin gewann.
Während der 13 Jahre, die sich die Labour Party von 1951 bis 1964 in Opposition befand, präsentierte Mayhew sie im Fernsehen, vornehmlich als Kommentator bei der BBC und als Moderator parteipolitischer Sendungen. Er kündigte 1951 Labour’s erste Sendung an, in der er mit Sir Hartley Shawcross diskutierte. Mayhew wurde auch als einer der erbittertsten Gegner unilateraler atomarer Abrüstung in der Labour Party bekannt. Ferner fungierte er von 1960 bis 1961 als Schatten-Kriegsminister und von 1961 bis 1964 als außenpolitischer Sprecher seiner Partei.
Als die Labour Party 1964 an die Macht kam, wurde Mayhew Staatssekretär für Verteidigung und war informell als Marineminister bekannt. Nachdem aber die Regierung des Premierministers Harold Wilson entschieden hatte,  den Bestand der britischen Luftstreitkräfte von Trägerflugzeugen hin zu landgestützten Flugzeugen zu verlagern und das CAV-01-Flugzeugträger-Programm zu beenden, trat Mayhew zusammen mit dem Ersten Seelord David Luce 1966 zurück.
1973 setzte Mayhew 5000 Pfund Belohnung für die Beibringung von Beweismaterial aus, dass Nasser erklärt habe, „die Juden ins Meer treiben“ zu wollen. Mayhew wiederholte dieses Angebot später im House of Commons und erweiterte es auf jegliche Aussage eines arabischen Führers, die als Unterstützung von Genozid interpretiert werden konnte. Dabei behielt er sich das Recht vor, selbst über die Authentizität angeblicher Äußerungen und deren Bedeutungsgehalt zu entscheiden. In der Folge erhielt er mehrere Briefe von Beschwerdeführern mit vermeintlichen Zitaten arabischer Führer, die er sämtlich für fingiert hielt. Einer der Beschwerdeführer, Warren Bergson, verklagte Mayhew. Der Fall kam im Februar 1976 vor den High Court. Bergson konnte keine Beweise für Nassers angebliche Äußerung vorlegen und gestand ein, dass er auch nach gründlicher Recherche keine Erklärung eines arabischen Führers hatte finden können, die als Aufruf zum Völkermord klassifizierbar wäre.

## Übertritt zur Liberal Party
Mayhew behagte die Labour-Politik unter Harold Wilson immer weniger und wechselte daher 1974 zur Liberal Party. Damit war er seit mehreren Jahrzehnten der erste Abgeordnete, der zu den Liberalen überlief. Bei den vorgezogenen Unterhauswahlen im Oktober 1974 kandidierte er nicht für den Wahlkreis Woolwich East, sondern für jenen von Bath, um seine frühere Partei im erstgenannten Wahlkreis nicht zu spalten. Bei seinen Kandidaturen für Bath war er aber 1974 und auch 1979 erfolglos.
Am 6. Juli 1981 wurde Mayhew unter dem Titel Baron Mayhew, of Wimbledon in Greater London zum Life Peer erhoben und in der Folge Wehrsprecher der Liberalen im House of Lords.

## Andere Aktivitäten
Mayhew betätigte sich auch als Anwalt für geisteskranke Personen und war von 1992 bis 1997 Vorsitzender der National Association for Mental Health (MIND). Er war auch Autor mehrerer Bücher; u. a. schrieb er gemeinsam mit Michael Adams 1975 das propalästinensische Werk Publish It Not: The Middle East Cover-Up sowie 1987 seine Autobiografie Time To Explain.

## Panorama-Experiment
1955 nahm Mayhew an einem Experiment teil, das in einer Dokumentarsendung der BBC-Fernsehserie Panorama ausgestrahlt werden sollte, was aber nie geschah. Unter der Aufsicht seines Freundes, des britischen Psychiaters Humphry Osmond, nahm Mayhew 400 mg einer psychedelischen Droge, Mescalin-Hydrochlorid, ein und ließ sich während seines Trips filmen. Hörproben daraus wurden in den psychodelischen Dance-Tracks Mayhew Speaks Out sowie Christopher Mayhew Says der britischen Band The Shamen verwendet und Teile des Bildmaterials in den BBC-Dokumentarfilm LSD – The Beyond Within (1986) eingebaut.